# Файнс, Ричард, 4-й барон Сэй и Сил
Ричард Файнс (англ. Richard Fiennes; 1471 — 30 сентября или 1 октября 1501) — английский аристократ, де-юре 4-й барон Сэй и Сил с 1476 года. Сын Генри Файнса, 3-го барона Сэя и Сила, и его жены Анны Аркур. После смерти отца унаследовал семейные владения и права на титул, но его ни разу не приглашали в парламент.
Файнс был женат на Элизабет Крофт, дочери Ричарда Крофта. В этом браке родился сын Эдуард (примерно 1500—1528), де-юре 5-й барон Сэй и Сил.